# Acne Studios
Acne Studios, tidigare Acne Jeans, är ett svenskt klädmärke grundat 1996 i Stockholm. Det är mest känt för sina jeans. Acne Studios är en del av företagskoncernen Acne. 
Enligt en intervju med Acnes chefsdesigner Jonny Johansson står ACNE för Ambition to Create Novel Expressions.

## Butiker

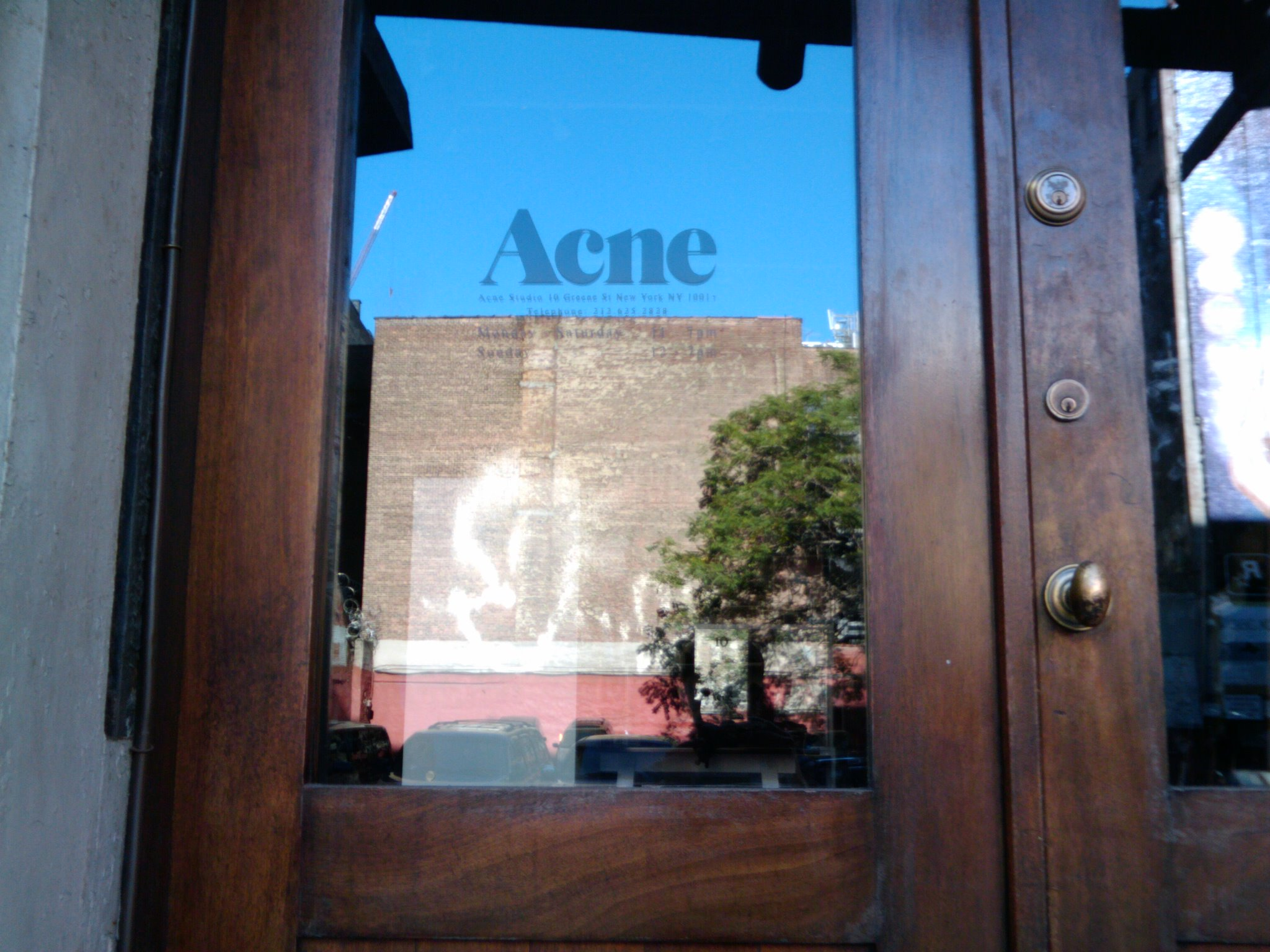
Entrén till en Acnebutik.

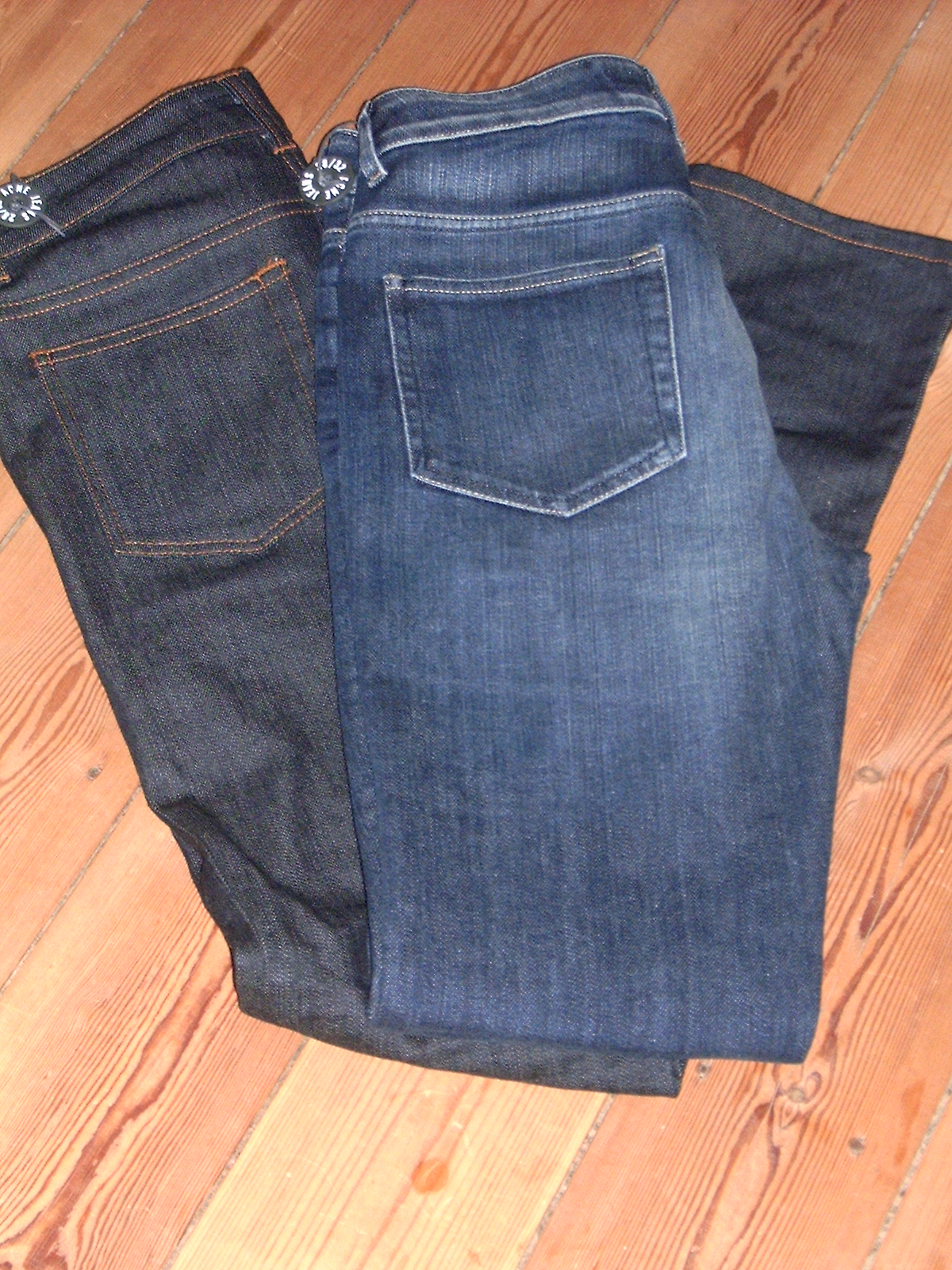
Två par Acnejeans.

Acne Jeans öppnade 2003 sin första butik i Stockholm. 2005 öppnades tre nya butiker i samma stad samt en i Köpenhamn och en i Berlin. Ett år senare fick Göteborg en butik. 2007 öppnades butiker i Oslo och Hamburg och året därpå i Paris och New York.
År 2010 öppnade Acne sin första butik i London, på Dover Street.
Acne har butiker världen över, exempelvis i Tokyo och New York.

## Kontor
Acne Studios har sitt huvudkontor på Lilla Nygatan 23 i Stockholm, byggt 1860 som huvudkontor för Stockholms Enskilda Bank. Acne har även egna kontor utomlands i bland annat Paris, Köpenhamn, Oslo, London och Sydney.

## Uppköp
I december 2018 sålde investmentbolagen Creades, Öresund och PAN Capital hela sina innehav i Acne Studios till kinesiska IDG Capital och Hongkong-baserade I.T Group. Efter försäljningen ägde IDG Capital 30,1 % och I.T Group 10,9 %.

## Källhänvisningar
1. 1 2  Hampus Furubacke (23 december 2018). ”Öresund och Creades säljer i Acne Studios”. Dagens Industri. https://www.di.se/nyheter/oresund-och-creades-saljer-i-acne-studios/. Läst 1 december 2019.
2. ↑  ”Creades avyttrar aktier i Acne Studios”. 23 december 2018. https://www.creades.se/press/pressmeddelanden/2018/creades-avyttrar-aktier-i-acne-studios/. Läst 1 december 2019.